# Bladspiegel

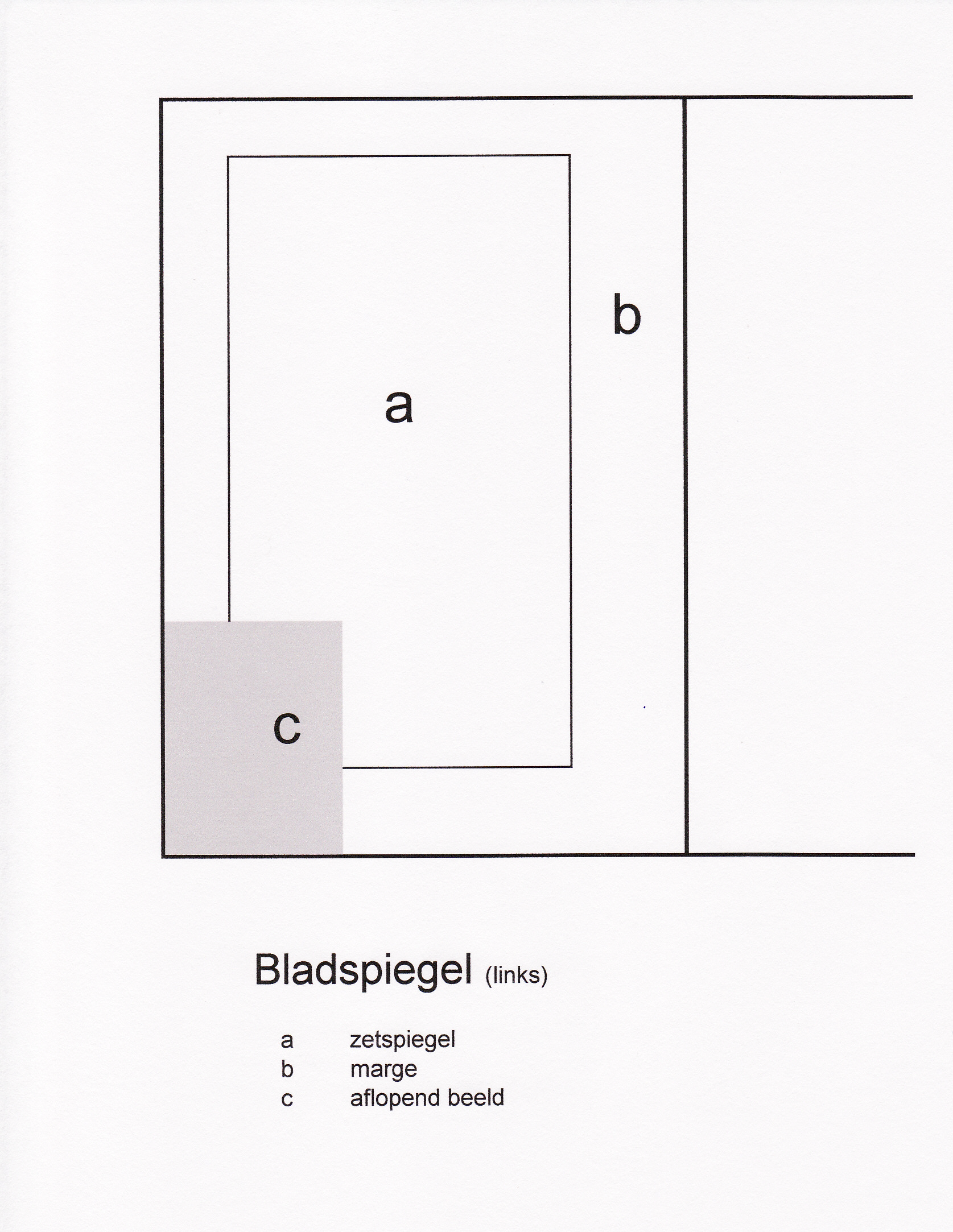
De bladspiegel van een linkerpagina

De bladspiegel van een (gedrukte) pagina is de indeling van die pagina, bekeken als de verhouding tussen de zetspiegel (het bedrukte gedeelte, a in de afbeelding) en de marges (onbedrukte witranden, b).

## Drukkunst
Het aanzien van de bladspiegel wordt bepaald door een aantal elementen, waarvan de belangrijkste zijn:
- de omvang van de zetspiegel: Er kan een relatief groot gedeelte van de papieroppervlakte aan de marges worden besteed, of de druk kan zuiniger zijn, en juist veel plaats inruimen voor de zetspiegel; bij gelijkblijvende lettergrootte bevat een pagina dan meer woorden.
- de positionering van de zetspiegel: De marges kunnen min of meer gelijk aan elkaar zijn, maar er kan ook een bijzondere, vaak opvallende marginering worden gekozen; een van de marges wijkt dan bijvoorbeeld opvallend af in grootte.
- het gebruik van de marges: Soms worden de marges niet wit gelaten, maar bevatten zij commentaar (glossen), of zijn er de bijschriften bij illustraties in opgenomen.
- afloop: bij illustraties wordt soms tot aan de rand van het papier gedrukt (c in de afbeelding), zodat er bij het illustratiegedeelte van de bladspiegel geen marge meer is; op die plaats is er "aflopende" druk op de bladspiegel.

## Handschriftkunde
In de grafologie wordt aan de bladspiegel ook soms aandacht geschonken, omdat die ook iets van de persoonlijkheid zou weergeven. Laat men veel witruimte tussen de regels; gebruikt men kleine marges; is de linkermarge onevenwichtig groter of kleiner dan de rechtermarge; versmallen of verbreden de marges naarmate men lager op het blad komt enz.